# Place du Maroc
La place du Maroc est une voie située dans le quartier de la Villette du 19e arrondissement de Paris en France.

## Origine du nom

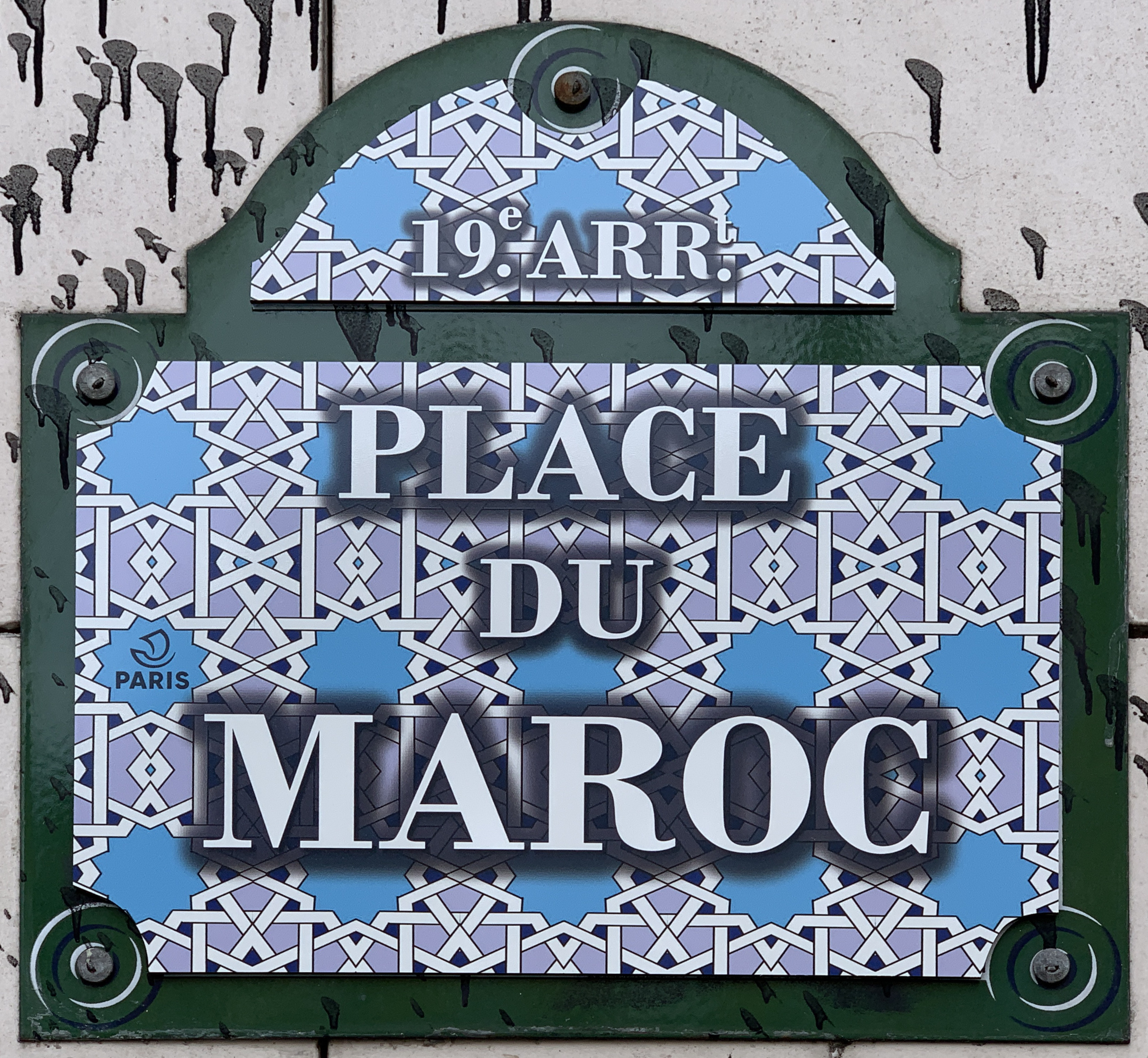
Plaque de la place.

Elle porte le nom de l'état d'Afrique, le Maroc, en raison de sa proximité avec la rue du Maroc, en souvenir des campagnes françaises en Afrique du Nord et du protectorat obtenu sur ce territoire.

## Historique
Cette place ouverte sous sa dénomination actuelle par ordonnance du 6 juin 1847, sur l'ancienne commune de la Villette, est classée dans la voirie parisienne par un décret du 23 mai 1863.
Le 25 avril 1918, durant la première Guerre mondiale, un obus lancé par la Grosse Bertha explose au no 2 place du Maroc.

## Bâtiments remarquables et lieux de mémoire
- Église Notre-Dame-des-Foyers
- Jardin Luc-Hoffmann